# Helen Cristina Santos Luz
Helen Cristina Santos Luz -más conocida como Helen Luz- (Araçatuba, 23 de noviembre de 1972) es una ex jugadora brasileña de baloncesto que ocupaba la posición de escolta.
Fue seleccionada de la Selección femenina de baloncesto de Brasil con la que alcanzó el título mundial Campeonato Mundial de Baloncesto Femenino de 1994 en Australia y ganó la medalla de bronce en los Juegos Olímpicos de Sídney 2000.
Entre 2001 y 2003 defendió la camiseta de los Washington Mystics en la Women's National Basketball Association (WNBA).  Es hermana de las también jugadoras Silvinha y Cíntia Luz.